# The Fifth Chapter
«The Fifth Chapter» (Також, стилізований під T5C) — сімнадцятий студійний альбом німецького гурту Scooter, що вийшов 26 вересня 2014 року.

## Фон
The Fifth Chapter є першим альбомом Scooter, продюсером якого не є Рік Джордан, після того як він покинув команду на початку 2014 року. На цьому місці Джордана замінив Філ Шпайзер. Це також перший альбом, що вийшов на платівці LP після альбому Our Happy Hardcore 1996 року.

## Трек-лист
Всі треки виконано гуртом Scooter, а треки «Today» i «Radiate», у співпраці із Vassy.
1. «T5C»
2. «Who's That Rave?»
3. «Today» (Scooter and Vassy)
4. «We Got the Sound»
5. «Radiate» (Scooter and Vassy)
6. «999 (Call the Police)»
7. «King of the Land»
8. «Bigroom Blitz» (завдяки Wiz Khalifa)
9. «Chopstick (Mado Kara Mieru)»
10. «Home Again»
11. «Fuck Forever»
12. «Jaguare»
13. «T.O.O.»
14. «Listen»
15. «Can't Stop the Hardcore»
16. «Fallin'»
17. «In Need»

Подарункове видання бонусний диск
1. «How Much Is the Fish? (Tony Junior Remix)»
2. «Maria (I Like It Loud) (R.I.O. Remix)»
3. «Move Your Ass! (Stefan Dabruck Remix)»
4. «Army of Hardcore (BMG Remix)»
5. «Friends (NRG Remix)»
6. «Jigga Jigga! (Dave202 Remix)»
7. «I'm Lonely (Kindervater Remix)»
8. «Posse (I Need You on the Floor) (Amfree Remix)»
9. «Fire (Laserkraft 3D Remix)»
10. «Shake That! (Barany Attila and DJ Dominque Remix)»
бонус-треки iTunes
11. «Vallée De Larmes (Lissat & Voltaxx Remix)»
12. «Jigga Jigga! (Dave202 Arena Remix)»

## Сингли
Першим синглом був «Bigroom Blitz» за участю американського репера Wiz Khalifa. Він вийшов 23 травня 2014. Другий сингл «Today» вийшов 5 вересня 2014, як однотрековий сингл, і 26 вересня 2014 року, як maxi-single
Третій сингл «Can't Stop the Hardcore» вийшов 5 грудня 2014, а четвертий сингл «Radiate» за участю Vassy вийшов 29 травня 2015.

## Персонал
- Ейч Пі Бакстер — MC лірика
- Майкл Сімон - програміст
- Філ Шпайзер — міксер, інженер
- Vassy — продюсер (трек 3, 5), жіночий вокал (трек 3, 5)
- Джессіка Жан — вокал (трек 7, 14, 16)
- Ясмін К. — вокал (трек 4)
- Ден Прідді — додатковий вокал (трек 10)
- Гарет Оуен — додатковий вокал (трек 6)